# Inglorious Zombie Hunters
Inglorious Zombie Hunters (jap. 女子競泳反乱軍, Joshi Kyōei Hanrangun, dt. „Mädchen-Schwimmwettkampf-Aufständigenarmee“) ist ein für den Videomarkt gedrehter japanischer Horrorfilm mit Splatter und Erotik-Einlagen aus dem Jahr 2007. Regie führte Kōji Kawano.
Der Low-Budget-Film erschien am 25. Dezember 2007 als Original Video in Japan. In Deutschland erfolgte die DVD-Veröffentlichung am 27. November 2009.

## Handlung
Das Schwimmteam einer japanischen Mädchenschule ist kurz vor einem anstehenden Wettkampf äußerst gereizt. Der übereifrige Trainer verschärft die Situation, indem er eine Sportlerin misshandelt; eine Aktive verlässt daraufhin das Team. Wenig später wird diese durch die introvertierte Aki, eine einzelgängerische Schülerin mit dunkler Vergangenheit, ersetzt. Der notorisch schüchterne Neuzugang entwickelt nachfolgend Vertrauen zu der etwa gleichaltrigen Sayaka. Die beiden werden schließlich Freundinnen.
Zeitlich versetzt greift ein mysteriöser Virus um sich. Die Lehrerschaft bittet vorsorglich alle Mädchen zu einer Massenimpfung. Aki und Sayaka bleiben dem Termin jedoch unerlaubt fern. Derweil infiziert ein verrückter Wissenschaftler die Schülerschaft mit einem Killervirus; die Pädagogen erhalten hingegen eine höherkonzentrierte Dosis des Erregers. Die Impfpatienten mutieren daraufhin zu blutrünstigen Bestien. Lediglich die Mitglieder des Mädchen-Schwimmteams entgehen einer Ansteckung, da der Kontakt mit Chlor sie immun werden lässt. Im Anschluss organisieren die verbliebenen Mitglieder des Schwimmteams den Kampf gegen die allgegenwärtigen Ungetüme – mit fatalen Folgen. Die jungen Frauen werden der Reihe nach niedergestreckt. Sayaka überlebt und fällt in die Hände des bösen Wissenschaftlers.
Unterdessen macht sich Aki, die einst von dem zwielichtigen Forscher und dessen Zwillingsbruder entführt und zur Attentäterin ausgebildet wurde, auf die Suche nach ihrem ehemaligen Lehrmeister (die Existenz des Zwillingsbruders ist ihr zu diesem Zeitpunkt nicht bekannt). Nach kurzem Kampf gelingt es der begnadeten Kämpferin den Gesuchten zu töten. Anschließend befreit sie die gefesselte Sayaka, die sich dann urplötzlich gegen sie wendet; Sayaka lähmt Aki mit einem Medikament, das sie ihr mit einem Kuss verabreicht. Der zweite Wissenschaftler betritt die Szenerie und tötet Sayaka, bevor er am Ende des Films ein Opfer der rächenden Aki wird. In der letzten Szene erliegt die Hauptdarstellerin den unerwünschten Nebenwirkungen des Medikamentes, welches ihr zuvor verabreicht wurde.

## Trivia
Die in Deutschland erhältliche FSK-18-Version ist eine geschnittene Fassung des Films. Des Weiteren gibt es noch ein Uncut-Fassung aus Hongkong, die aber in Deutschland noch nicht erschienen ist.